# Kurt Klein (Demograph)
Kurt Klein (* 1936) ist ein österreichischer Geograph und Demograph.

## Leben
Kurt Klein, studierter Geograph, war Mitarbeiter des Statistischen Zentralamtes (heute: Statistik Austria) und zuletzt dessen Vizepräsident. Ebenso war er Lehrbeauftragter am Institut für Wirtschafts- und Sozialgeschichte der Universität Wien. Sein beruflicher Schwerpunkt war die Historische Siedlungsgeographie und die Historische Demographie, wobei er besonderes Augenmerk auf die Quellenforschung legte. Auch nach seiner Pensionierung blieb er seinem Fachgebiet treu und ist Autor zahlreicher Veröffentlichungen auf diesem Gebiet. Sein Hauptwerk ist das Historische Ortslexikon, eine Zusammenstellung zur österreichischen Bevölkerungs- und Siedlungsgeschichte, das er bis 2016 laufend ergänzte.

## Werke
- Die Bevölkerung Österreichs vom Beginn des 16. bis zur Mitte des 18. Jahrhunderts (1754), in: Heimold Helczmanovszki (Hrsg.): Beiträge zur Bevölkerungs und Sozialgeschichte Österreichs, 1973.
- Österreichs Bevölkerung 1754–1869, in: Mitteilungen der Österreichischen Geographischen Gesellschaft 113/1971, Heft I/II, 1857.
- Historisches Ortslexikon. Einführung. Datenbestand 31.8.2016. Wien 2016, PDF auf oeaw.ac.at.

| Personendaten    | Personendaten                           |
| ---------------- | --------------------------------------- |
| NAME             | Klein, Kurt                             |
| KURZBESCHREIBUNG | österreichischer Geograph und Demograph |
| GEBURTSDATUM     | 1936                                    |